# Polycheles typhlops
Polycheles typhlops är en kräftdjursart som beskrevs av Carl Bartholomäus Heller 1862. Polycheles typhlops ingår i släktet Polycheles och familjen Polychelidae. IUCN kategoriserar arten globalt som livskraftig. Inga underarter finns listade i Catalogue of Life.

## Bildgalleri

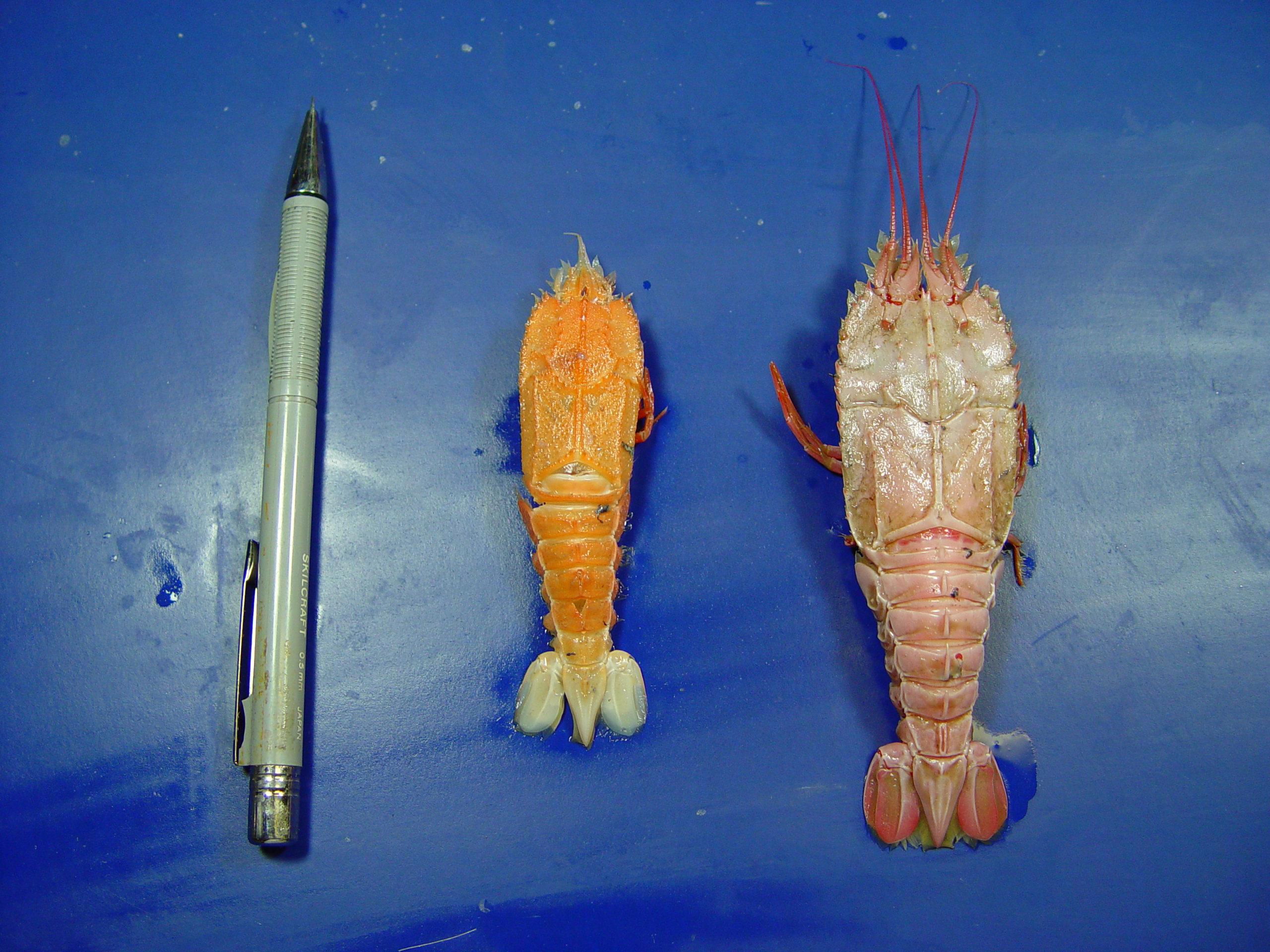
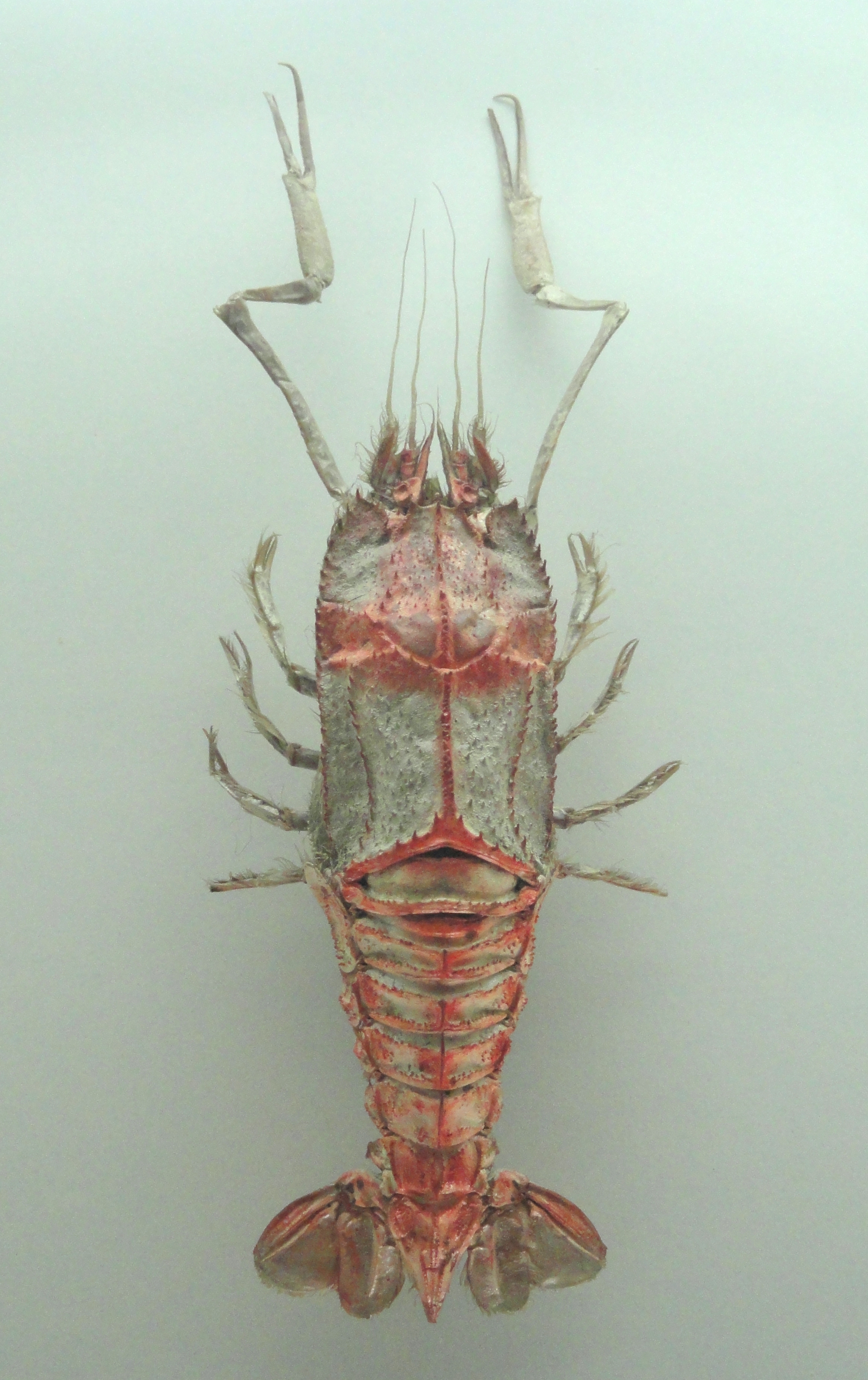